# Eismannsdorf (Breitenbrunn)
Eismannsdorf ist ein Gemeindeteil des Marktes Breitenbrunn im Landkreis Neumarkt in der Oberpfalz in Bayern.

## Geographie
Der Weiler liegt südwestlich des Gemeindesitzes im Oberpfälzer Jura auf 490 m ü. NHN auf der Jurahochfläche.

## Verkehr
Man erreicht den Ort über Gemeindeverbindungsstraßen, die von der Kreisstraße NM 26 in Richtung Südwesten bzw. von Premerzhofen in Richtung Nordwesten abzweigen.

## Geschichte
Im Königreich Bayern gehörte Eismannsdorf mit der Einöde Schmidhof/Schmitthöf zur Gemeinde Premerzhofen im oberpfälzischen Land-/Amtsgericht Riedenburg. 1836 bestand der Weiler aus acht Wohngebäuden. Am 1. Dezember 1875 erbrachte eine offizielle Zählung 34 Gebäude, 36 Bewohner und an Großvieh 54 Stück Rindvieh. Um 1900 wohnten in den acht Wohngebäuden Eismannsdorfs 44 Personen. Die Kinder gingen zur Schule nach Breitenbrunn. 1925 war bei gleichem Wohngebäudebestand die Einwohnerzahl mit 47 nahezu unverändert, ebenso 1950 (49 Bewohner).
Mit der Gebietsreform in Bayern wurde die Gemeinde Premerzhofen aufgelöst und die Gemeindeteile in den Markt Breitenbrunn und damit Eismannsdorf in den Landkreis Neumarkt eingegliedert. 1987 hatte der Gemeindeteil Eismannsdorf bei weiterhin acht Wohngebäuden 48 Einwohner.

## Kirchliche Verhältnisse
Eismannsdorf gehörte seit altersher zur katholischen Pfarrei Breitenbrunn im Bistum Eichstätt. Von der Dorfkapelle „Mariä Heimsuchung“ ist bekannt, dass sie im 19. Jahrhundert errichtet wurde, 1845 einen Turm erhielt, 1892 erweitert wurde, 1937 in gutem Zustand, aber geräumig unzureichend war. Ab 1894 wurde in ihr jährlich einmal Gottesdienst gefeiert. 1911 wurde die Kapellenstiftung errichtet. 1836  lebten 39, 1937 47 Katholiken (und keine Andersgläubigen) im Dorf; sie besuchten den Gottesdienst in der Breitenbrunner Filialkirche St. Alban zu Premerzhofen.